# Elymnias obiana
Elymnias obiana är en fjärilsart som beskrevs av Hans Fruhstorfer 1904. Elymnias obiana ingår i släktet Elymnias och familjen praktfjärilar. Inga underarter finns listade i Catalogue of Life.